# Enllaç C-Ir
Els compostos d'organoiridi (o compostos orgànics de l'iridi) són compostos químics que contenen un enllaç químic entre carboni (C) i iridi (Ir) (enllaç C-Ir). La química de l'organoiridi és la química dels compostos organometàl·lics que contenen un enllaç químic carboni-iridi (C-Ir).
Els compostos d'organoiridi són rellevants per a molts processos importants, com ara la hidrogenació d'olefines i la síntesi industrial d'àcid acètic.

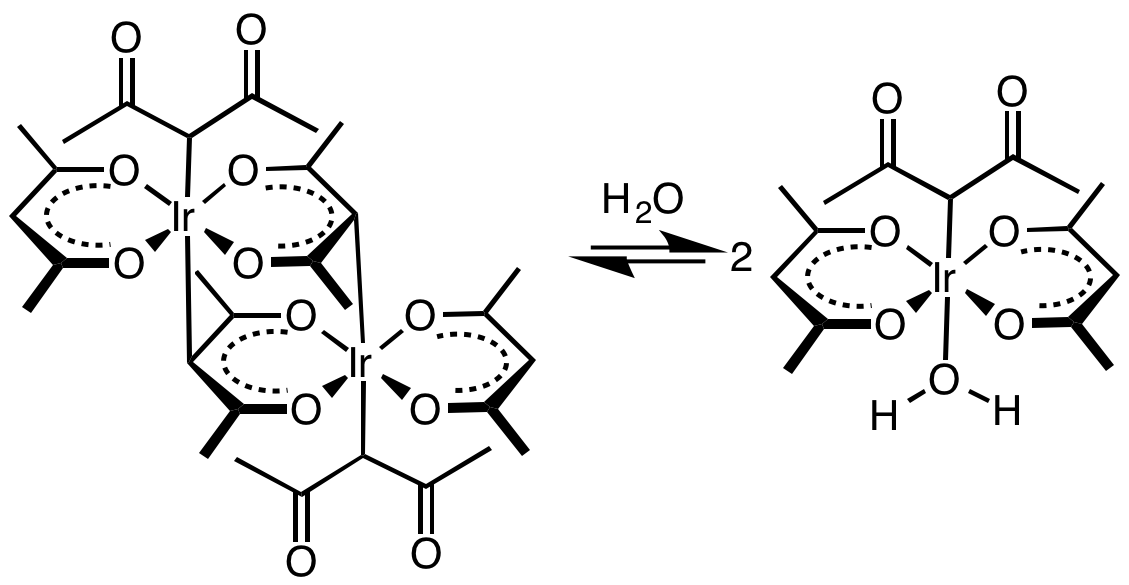
Isòmer enllaçat amb C de Ir(acac)₃

També són de gran interès acadèmic per la diversitat de les reaccions i la seva rellevància per a la seva excel·lent síntesi química.

## Classificació en funció dels principals estats d'oxidació
Els compostos d'organoiridi comparteixen moltes característiques amb els del rodi, però menys amb el cobalt. L'iridi pot existir en estats d'oxidació de -III a +V, però l'iridi(I) i l'iridi(III) són els més comuns. Els compostos d'iridi(I) (configuració d8) solen presentar-se amb geometries bipiramidals quadrades planes o trigonals, mentre que els compostos d'iridi(III) (configuració d6) solen tenir una geometria octaèdrica.

### Iridi(0)
Els complexos d'iridi(0) són carbonils binaris. El principal membre és el dodecacarbonil de tetrairidi, Ir₄(CO)₁₂.

Estructura de Ir₄(CO)₁₂

A diferència del Rh₄(CO)₁₂ relacionat, tots els lligands de CO són terminals a Ir₄(CO)₁₂, anàloga a la diferència entre Fe₃(CO)₁₂ i Ru₃(CO)₁₂.

### Iridi(I)
Un exemple ben conegut és el complex de Vaska, clorur de carbonil de bis(trifenilfosfina)iridi. Encara que els complexos d'iridi(I) sovint són catalitzadors homogenis útils, el complex de Vaska no ho és. Més aviat és icònic en la diversitat de les seves reaccions.

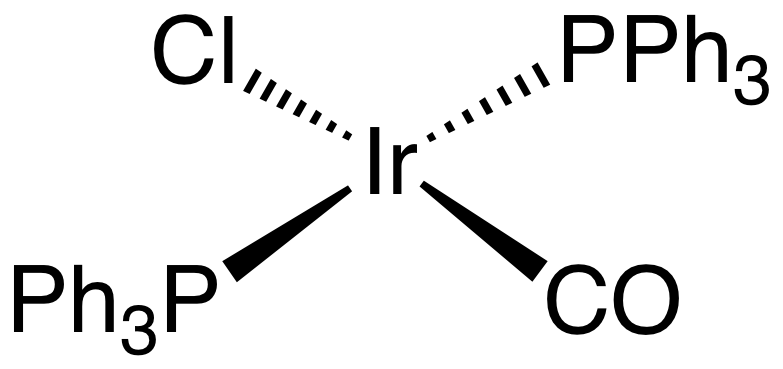
Complex de Vaska, un compost icònic d'organoiridi

Altres complexos comuns inclouen el dímer de clorur de (ciclooctadiè)iridi, dímer de clorobis(ciclooctè)iridi, l'anàleg del catalitzador de Wilkinson, IrCl(PPh₃)₃), experimenta ortometal·lació:
IrCl(PPh₃)₃ → HIrCl(PPh₃)₂(PPh₂C₆H₄)
Aquesta diferència entre RhCl(PPh₃)₃ i IrCl(PPh₃)₃ reflecteix la tendència generalment més gran de l'iridi a patir addició oxidativa. Una tendència similar la presenten RhCl(CO)(PPh₃)₂ i IrCl(CO)(PPh₃)₂, només aquest últim afegeix oxidativament O₂ i H₂.
Els complexos d'olefina dímer de clorobis(ciclooctè)iridi i dímer de clorur de (ciclooctadiè)iridi de s'utilitzen sovint com a fonts de «IrCl», aprofitant la labilitat dels lligands alquens o la seva susceptibilitat a l'eliminació per hidrogenació.

El catalitzador de Crabtree ([Ir(P(C₆H11)₃)(piridina)(ciclooctadiè)]PF₆) és un catalitzador homogeni versàtil per a la hidrogenació d'alquens.

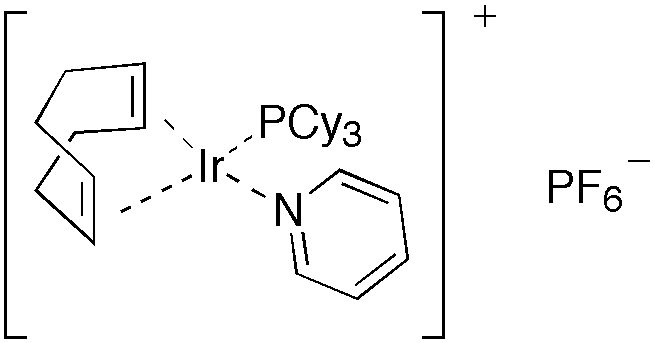
El catalitzador de Crabtree, que és un catalitzador actiu per a la hidrogenació

(η5-Cp)Ir(CO)₂ afegeix oxidativament enllaços C-H després de la dissociació fotolítica d'un lligand de CO.

### Iridi(II)
Com és el cas del rodi(II), l'iridi(II) es troba rarament. Un exemple és l'iridocè, IrCp₂. Igual que amb el rodocè, l'iridocè es dimeritza a temperatura ambient.

### Iridi(III)
L'iridi se sol subministrar comercialment en estats d'oxidació Ir(III) i Ir(IV). Els reactius de partida importants són el triclorur d'iridi hidratat i l'hexacloroiridat d'amoni. Aquestes sals es redueixen després del tractament amb CO, hidrogen i alquens. Il·lustrativa és la carbonilació del triclorur:
IrCl₃(H₂O)x + 3 CO → [Ir(CO)₂Cl₂]− + CO₂ + 2 H+ + Cl− + (x-1) H₂O
Molts compostos d'organoiridi(III) es generen a partir del dímer de diclorur de (pentametilciclopentadienil)iridi. Molts dels derivats presenten lligands ciclometal·lats cinèticament inerts. Els complexos de mig sandvitx relacionats van ser centrals en el desenvolupament de l'activació de l'enllaç C-H.

### Iridi(V)
Els estats d'oxidació superiors a III són més comuns per a l'iridi que per al rodi. Normalment presenten lligands de camp fort. Un exemple citat sovint és l'oxotrimesitiliridi(V).

Oxotrimesitiliridi(V), un exemple de complex d'iridi(V)

## Usos
L'aplicació dominant dels complexos d'organoiridi és com a catalitzador en el procés Cativa per a la carbonilació de metanol per produir àcid acètic.

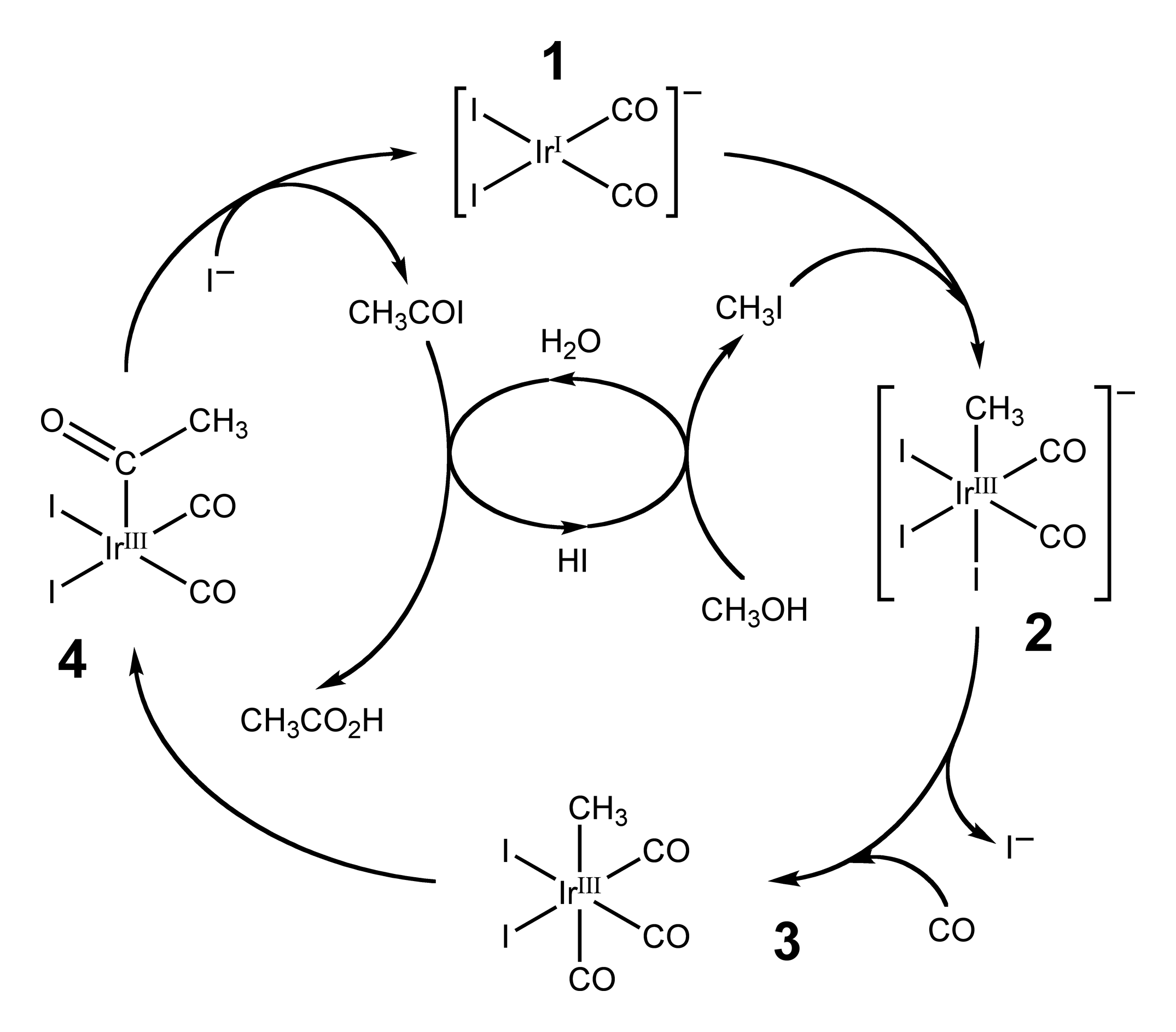
El cicle catalític del procés Cativa

### Dispositius òptics i fotoredox
Com a díodes emissors de llum orgànics fosforescents s'utilitzen complexos d'iridi com els ciclometal·lats derivats de 2-fenilpiridines. Els complexos relacionats són catalitzadors fotoredox.

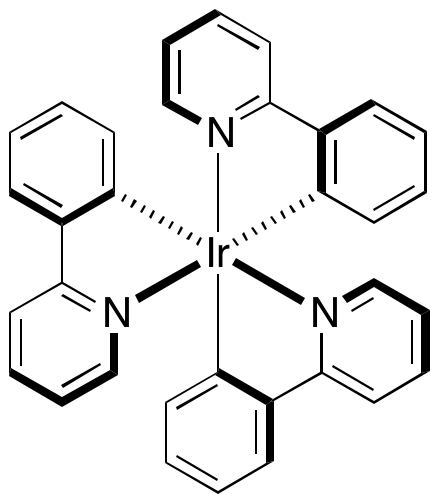
Tris(2-fenilpiridina)iridi, Ir(ppy)₃, un fotocatalitzador útil i lumífor

Alguns complexos d'iridi, com l'Ir(mppy)₃, han estat examinats en el context de la tecnologia de díodes orgànics fosforescents emissors de llum per incrementar l'eficiència quàntica interna de 25% fins a gairebé un 100% per la recol·lecció d'emissions de l'estat triplet.

### Aplicacions potencials
Els complexos d'iridi són molt actius per a la hidrogenació tant directament com mitjançant hidrogenació per transferència. Les versions asimètriques d'aquestes reaccions estan àmpliament estudiades.

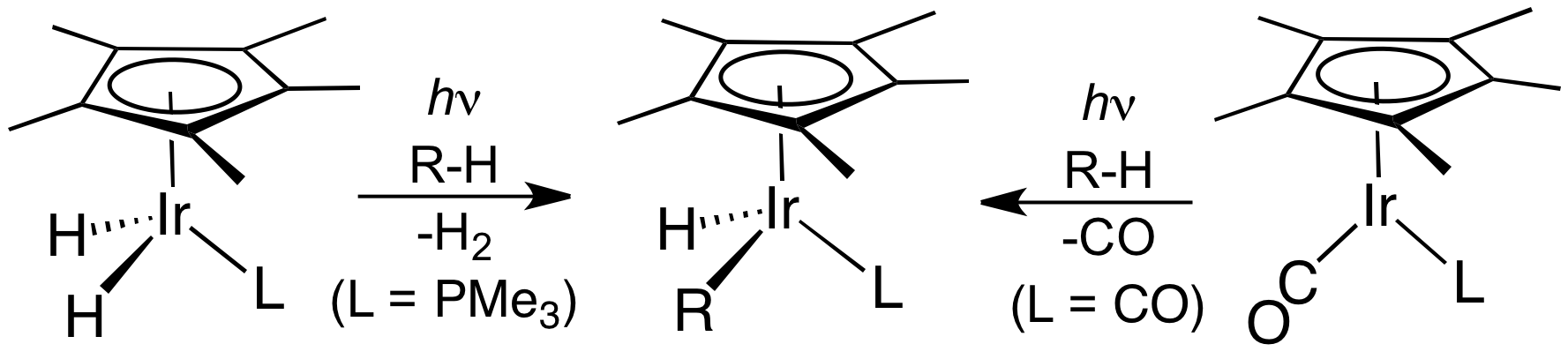
La química de l'organoiridi ha estat fonamental per al desenvolupament de l'activació de l'enllaç C-H. Aquí es mostren dos exemples.

S'han investigat molts complexos sandvitx com a possibles fàrmacs contra el càncer. Els complexos relacionats són electrocatalitzadors per a la conversió de diòxid de carboni en formiat. Als laboratoris acadèmics, els complexos d'iridi s'estudien àmpliament perquè els seus complexos promouen l'activació de l'enllaç C-H, però aquestes reaccions no s'utilitzen en cap procés comercial.